# Abike Egbeniyi
Abike Funmilola Egbeniyi (* 23. Oktober 1994) ist eine nigerianische Mittelstreckenläuferin.

## Sportliche Laufbahn
Erste internationale Erfahrungen sammelte Abike Egbeniyi bei den Jugendweltmeisterschaften 2011 nahe Lille, bei denen sie im 800-Meter-Lauf mit 2:15,30 min in der ersten Runde ausschied. Zwei Jahre später belegte sie bei den Juniorenafrikameisterschaften in Réduit in 2:09,8 min den fünften Platz und siegte mit der nigerianischen 4-mal-400-Meter-Staffel in 3:37,9 min. 2015 nahm sie erstmals an den Afrikaspielen in Brazzaville teil und wurde dort in 2:09,36 min Achte. 2017 nahm sie mit der Staffel an den Weltmeisterschaften in London teil, bei denen sie mit 3:26,72 min im Finale auf den fünften Rang gelangte. 2018 schied sie bei den Afrikameisterschaften im heimischen Asaba mit 2:04,67 min in der ersten Runde aus und siegte mit der Staffel in 3:31,17 min vor Kenia und Sambia.
2015 und 2017 wurde Egbeniyi nigerianische Meisterin im 800-Meter-Lauf sowie 2015 auch über 1500 Meter.

## Bestleistungen
- 800 Meter: 2:02,34 min, 26. Mai 2017 in Lexington
  - 800 Meter (Halle): 2:03,65 min, 24. Februar 2019 in Boston (Nigerianischer Rekord)
- 1500 Meter: 4:33,31 min, 31. Juli 2015 in Warri